# キャロリング
『キャロリング』は、有川浩による日本の小説。文藝春秋の『別册文藝春秋』2012年9月発行第301号に前篇・同年11月発行第302号に後編が掲載され、2014年10月23日に幻冬舎より単行本が発売された。
また、NHKプレミアムでテレビドラマ化されている。

## 執筆経緯
2011年有川浩が原作・脚本をしたTheatre劇団子25th act『もうひとつのシアター!』に演劇集団キャラメルボックスの阿部丈二が客演した際に交友を持ち、その後キャラメルボックスとコラボして『ヒア・カムズ・ザ・サン』を執筆。
その後、キャラメルボックスで舞台化される前提で本作を執筆を開始する。キャラメルボックスの座付き作家である成井豊と原案段階から相談し、有川浩は本作を書くために役者全員と面談をしてキャラクターを作り上げていった。なお本作の登場人物名は、実際に演じた役者が考えた物が採用されている。

## あらすじ
大和俊介が務める小規模 子供服メーカー「エンジェル・メーカー」は経営不振のため、12月25日で「クリスマス倒産」することとなった。
エンジェル・メーカーは学童保育もしており、ほとんどの子供は別の所へと移っていったが、ただ1人田所航平だけは最後の日まで世話になることになっていた。航平の両親は別居しており、航平はキャリアウーマンである母親の圭子と共に年明けには海外に行くことが決まっていたのだ。両親に離婚して欲しくない航平は何とかして両親を仲直りさせるべく、大和の同僚の折原柊子と共に父親の祐二の居る横浜へと向かう。

## 主な登場人物
大和 俊介（やまと しゅんすけ）
エンジェル・メーカーに勤める、32歳。一年前に柊子と別れたが、今でも心残りしている。両親とはある理由で疎遠になっている。
折原 柊子（おりはら とうこ）
大和の同僚のデザイナーで、大和と同じ32歳。子供好き。進学時に新潟から上京して、親戚の家に住んでいる。
田所航平（たどころ こうへい）
学童保育で預けられている小学6年生。両親が別居しており、今は母親の圭子の元に居る。何とかして両親を仲直りさせようとする。
西山 英代（にしやま ひでよ）
亡き夫に代わり、エンジェル・メーカーを経営している。四捨五入すると還暦。大和の母親の友人で、大和とは物心付く前からの知人。大和の事を自分の子供の様に思っている。商工ローンに手を出すぐらいならばと、会社を畳む事を決意した。
朝倉 恵那（あさくら えな）
大和の同僚で、大和より1つ上の33歳。社内では一番新顔だが、態度は一番デカい。僻み屋。
佐々木 勉（ささき つとむ）
大和の同僚で、39歳。社内では一番の古株のデザイナー。タヌキの様な体型の童顔で、子供好き。
田所 圭子（たどころ けいこ）
航平の母親。「ステラ化粧品」に勤める、キャリアウーマン。年明けから、ハワイに建設されるリゾートの美容部主任として転勤する事が決まっている。航平に、転勤先では旧姓を名乗りたいと相談する。
田所 祐二（たどころ ゆうじ）
航平の父親。元は圭子の同僚だったが部下と浮気をして別居し、航平とは離れて暮らしている。その後会社を辞めると共に浮気相手とは別れ、今は横浜にある「坂本整骨院」に勤めている。凄く頼りない。
坂本 冬美（さかもと ふゆみ）
祐二が務める整骨院の院長。ある演歌歌手と同姓同名だが、本人曰く「向こうがデビュー前からこの本名」だった。先代である祖父が赤木ファイナンスに借金をしたため、取立てに困っている。
大嶽 正寛（おおたけ まさひろ）
坂本整骨院に通う老人。冬美に対して勝手に、亡き妻とその間に出来たであろう娘を重ね合わせている。
赤木 守（あかぎ まもる）
闇金「赤木ファイナンス」社長。30歳過ぎだがベビーフェイス。本来は情に厚く、行く宛てのない糸山・石田・レイを預かっている。が、最近はあくどい仕事を頻繁に受ける様になった。
レイ
赤木ファイナンス唯一の事務員。元ホステスで、ある事情で赤木の元に身を寄せている。「レイ」はホステス時代の源氏名。
糸山 光太（いとやま こうた）
赤木ファイナンスの取立て屋。普通のサラリーマンが選ばない色柄のスーツを着て、鋭利なデザインフレームの眼鏡をかけている。
石田 猛（いしだ たけし）
赤木ファイナンスの取立て屋。四角い顔で、品のないスーツを着崩している。

## 舞台
2012年11月18日から25日まで新神戸オリエンタル劇場、同年12月3日から25日までサンシャイン劇場にて上演された。また、平日限定で有川浩書下ろしのエピローグ「あの人からの手紙」が終演後に朗読された（種類は3種類）。

### 出演
- 大和俊介 - 阿部丈二
- 折原柊子 - 前田綾
- 田所航平 - 林貴子
- 西山英代 - 大森美紀子
- 朝倉恵那 - 岡内美喜子
- 佐々木勉 - 菅野良一
- 田所圭子 - 温井摩耶
- 田所祐二 - 大内厚雄
- 坂本冬美 - 岡田さつき
- 赤木守 - 畑中智行
- レイ - 原田樹里
- 糸山光太 - 多田直人
- 石田猛 - 鈴木秀明 / 市川草太 - 市川草太は急病により東京公演より途中降板、以後鈴木秀明が担当した[8]

### スタッフ（舞台）
- 原案 - 有川浩＋成井豊
- 原作 - 有川浩
- 脚本 - 成井豊
- 演出 - 成井豊＋真柴あずき

## テレビドラマ
NHK BSプレミアム「プレミアムよるドラマ」にて『キャロリング〜クリスマスの奇跡〜』のタイトルで、2014年11月4日から12月23日まで全8回放送。

### キャスト（テレビドラマ）
- 大和俊介 - 三浦貴大
- 折原柊子 -  優香
- 田所航平 - 鈴木福
- 赤木守 - 阿部丈二
- レイ - 中別府葵
- 坂本冬美 - 長谷川真弓
- 朝倉恵那 - 白羽ゆり
- 佐々木勉 - 深沢敦
- 糸山光太 - 駒木根隆介
- 石田猛 - 清水優
- 田所圭子 - 櫻井淳子
- 田所祐二 - 石井正則
- 俊介の母 - 正木佐和
- 大嶽正寛 - ミッキー・カーチス
- 西山英代 - 中田喜子

### スタッフ（テレビドラマ）
- 脚本 - 鹿目けい子、有川浩
- 主題歌 - 広瀬香美「運命のクリスマス」（ビクタエンターテインメント）
- 制作統括 - 後藤高久（NHKコンテンツ開発センター）、井上竜太（ホリプロ）
- 演出 - 塚本連平、府川亮介
- 制作著作 - NHK、ホリプロ

### 放送日程
| 放送回 | 放送日   | サブタイトル         | 演出     |
| ------ | -------- | -------------------- | -------- |
| 第1話  | 11月04日 | 運命のカウントダウン | 塚本連平 |
| 第2話  | 11月11日 | ホントの気持ち       | 塚本連平 |
| 第3話  | 11月18日 | すれちがう想い       | 府川亮介 |
| 第4話  | 11月25日 | 甘いワナ             | 府川亮介 |
| 第5話  | 12月02日 | ただひとつ願うこと   | 塚本連平 |
| 第6話  | 12月09日 | ボクの女に手を出すな | 塚本連平 |
| 第7話  | 12月16日 | 大切な人             | 塚本連平 |
| 最終話 | 12月23日 | 聖夜の決断           | 塚本連平 |